# Савинкова, Галина Михайловна
Гали́на Ивановна Са́винкова (род. 15 июля 1953, Кемерово), в замужестве Ермако́ва — советская легкоатлетка, метательница диска. Выступала за сборную СССР по лёгкой атлетике в 1980-х годах, обладательница бронзовой медали чемпионата Европы, призёр Кубков мира и Европы, многократная победительница первенств всесоюзного значения, бывшая рекордсменка мира, действующая рекордсменка СССР и России. Представляла Краснодар и Московскую область, физкультурно-спортивное общество «Динамо». Мастер спорта СССР международного класса.

## Биография
Галина Савинкова родилась 15 июля 1953 года в городе Кемерово, РСФСР.
Начала заниматься лёгкой атлетикой в 1970 году под руководством тренера Мечислава Николаевича Овсяника, позднее была подопечной Рашида Максуновича Чарыева. Проживала в Краснодаре и в Московской области, выступала за всесоюзное физкультурно-спортивное общество «Динамо».
Первого серьёзного успеха на всесоюзном уровне добилась в сезоне 1981 года, когда на чемпионате СССР в Москве выиграла в метании диска серебряную медаль. Попав в состав советской сборной, выступила на Кубке Европы в Загребе и на Кубке мира в Риме, где в той же дисциплине была второй и третьей соответственно.
В 1982 году одержала победу на зимнем чемпионате СССР по метаниям в Сочи, взяла бронзу на чемпионате Европы в Афинах.
В феврале 1983 года победила на зимнем чемпионате СССР по метаниям в Адлере, а в мае на соревнованиях в грузинском Леселидзе в шестой попытке метнула диск на 73,26 метра, установив тем самым мировой рекорд. Позднее также получила серебро на чемпионате страны в рамках VIII летней Спартакиады народов СССР в Москве и заняла 11-е место на впервые проводившемся чемпионате мира по лёгкой атлетике в Хельсинки.
Будучи рекордсменкой мира, рассматривалась в качестве фаворитки на предстоящих летних Олимпийских играх 1984 года в Лос-Анджелесе, однако Советский Союз вместе с несколькими другими странами восточного блока бойкотировал эти соревнования по политическим причинам. Вместо этого Савинкова выступила на альтернативном турнире «Дружба-84» в Праге — стала четвёртой, при этом победившая здесь представительница ГДР Ирина Мешински превзошла её мировое достижение. Позже в этом сезоне Савинкова выиграла чемпионат СССР в Донецке, показав третий результат в истории лёгкой атлетики (73,28) — таким образом установила рекорд СССР, который так и не был никем превзойдён, и ныне действующий национальный рекорд России.
В 1985 году стала серебряной призёркой на зимнем чемпионате СССР по метаниям в Адлере, была лучшей на Кубке Европы в Москве и второй на Кубке мира в Канберре.
В 1986 году победила на зимнем чемпионате СССР по метаниям в Адлере, заняла шестое место на чемпионате Европы в Штутгарте.
В 1987 году добавила в послужной список ещё одну золотую награду, выигранную на зимнем чемпионате СССР по метаниям в Адлере.
Завершила спортивную карьеру по окончании сезона 1988 года.
За выдающиеся спортивные достижения удостоена почётного звания «Мастер спорта СССР международного класса».